# いのうえあかね
いのうえ あかね（本名及び旧芸名：井上 あかね（読み同じ））は、日本の女優。大阪府出身。アールジュー所属。
2018年9月、「いのうえあかね」に改名。

## 経歴

### デビューに至るまで
大阪府に生まれる。幼少時よりテレビの影響で女優を目指すも、小学生の時に見た『まじかる☆タルるートくん』の映画パンフレットに写る声優のTARAKOの影響もあり、同時に声優業にも興味を抱くようになる。高校入学後、アニメ『YAWARA』等の影響で、改めて女優業に関心を抱く。高校卒業後、声優の専門学校へ入学するも、恩師の薦めもあり、元々興味のあった個性派女優への道を志す。入学後、上戸彩主演のドラマ『アタックNo.1』を見て、女優への思いがますます強くなると同時に、本格的に女優志向となり、現在に至る。

### デビュー〜
- 2006年、文学座付属演劇研究所に入所。
- 2007年、円・演劇研究所に入所。
- 2008年5月、タイムリーオフィスに所属。
- 2008年11月、『住友スリーエム（スリーエム ジャパン） スコッチガード』のVP（Video Package）で映像デビュー。
- 2013年6月、地下アイドル（ライブアイドル）として活動し、幅を広げる。
- 2015年10月、テレビドラマに活動の軸を移すため、アールジューに移籍。
- 2017年、TBSドラマ『下剋上受験 』、映画『相棒 -劇場版IV- 首都クライシス 人質は50万人! 特命係 最後の決断』に立て続けに出演。活動の幅を更に広げ、現在に至る。
- 2018年8月、is（イズ）に移籍。「いのうえあかね」に改名[1]。

### 地下アイドル時代
- 2012年10月、Voice Collectionの「臨界家族」（朗読会）への出演をきっかけに、アイドル活動にも挑戦。
- 2013年6月、劇団「ドラゴンアットマーク」のプロジェクトで、「聖歌団（せいかだん）アイドル」の中の一人として、秋葉原でライブを行う。オリジナル曲も披露。
- 2013年6月、千葉テレビ放送「アロワナ」に出演。

## 人物・エピソード
- 趣味は、フラワーアレンジメント、日本舞踊(坂東流)、パン作り、草野球観戦、御朱印集め、温泉巡り。
- 趣味の温泉巡りが高じて、温泉ソムリエの資格を持つに至る。
- 好物は、焼肉、寿司、チョコレート。
- 尊敬する俳優は高峰秀子で、その出演映画の中でも『銀座カンカン娘』と『喜びも悲しみも幾歳月』を特に好む。
- 好きな歌手は、子供の頃は広末涼子、近年は、嵐 (グループ)、いきものがかり、GReeeeN。FUNKY MONKEY BABYSの『ちっぽけな勇気』が、本人曰く、「勇気を貰う歌」である。
- 最愛の母を亡くし、熊本に一人暮らす父にその姿を多く見せたいが故、テレビドラマに活動の軸を移したという、親孝行な一面がある。

## 出演

### テレビドラマ
- WOWOW『レディ・ジョーカー』 - ラジオパーソナリティ役
- 土曜ワイド劇場『警視庁・捜査一課長4』 - 安井尚子役
- 世にも奇妙な物語 25周年スペシャル・春 〜人気マンガ家競演編〜 - 銀行員役
- 金曜ナイトドラマ『民王』 6話 - 記者役
- 土曜ワイド劇場『監察官・羽生宗一4』 - 事務員役
- テレビ朝日『警視庁捜査一課9係 season11』1話 - キャバ嬢役
- テレビ朝日『グッドパートナー 無敵の弁護士』2話 - 母親役
- テレビ朝日 ドラマスペシャル『叡古教授の事件簿』 - 記者役
- TBS『ふつうが一番 —作家・藤沢周平 父の一言—』 - 事務員役
- テレビ朝日『相棒 season15』5話「ブルーピカソ」 - 介護施設職員役
- TBS『下剋上受験 』1話、5話 - 塾事務員役
- テレビ東京　松本清張没後25年特別企画『誤差』 - レポーター役
- テレビ朝日『緊急取調室』7話「女の敵は敵」 - パート従業員役
- テレビ朝日『再捜査刑事・片岡悠介・10』 - 牧村理沙役
- テレビ朝日『黒革の手帖』 - 高級洋品店の店員役
- 日曜プライム 逆転報道の女 FINAL（2020年） ‐ 柳結衣

### CM
- 『千葉銀行』(2008年）
- 『テレビ埼玉・ノーバス』
- イオンスポーツ『ゼロフィット』（2011年〜）
- サントリー『プラスデオ』（2011年〜2015年）
- 『明治安田生命』
- 『SEIYU』（2013年）
- 『モンスターストライク（料理篇）』（2014年〜2015年）

### 映画
- 『相棒 -劇場版IV- 首都クライシス 人質は50万人! 特命係 最後の決断』（2017年2月）記者役

### 舞台
- 文学座研究所『わが町』(2006年）
- 文学座研究所『女の一生』(2006年）
- 文学座研究所『人魚伝説』(2007年3月）
- 円研究所『夏の夜の夢』(2008年）
- 東京俳優市場『駅〜オーバー・ザ・ヘヴン』(2008年7月）
- ナマイキコゾウ『ゼロの広場から－60年安保の路地裏－』(2008年7月） *声のみ出演
- 東京俳優市場『FL-0501』(2008年7月）
- ROGO#6『RODEO〜嘘ツキハドロボーノ始マリ〜』(2009年5月）
- Voice Collection『ミッドナイト・ドリーム』(2009年9月）
- ふきの会『手習子』(2009年10月）
- ニッポン放送主催 RO-DOKU音戯草子『99のなみだ〜涙がこころを癒す〜』朗読会(2010年5月）
- ナマイキコゾウ『闇市ラプソディー -占領されてハラへッて-』(2010年11月） *ヒロイン役
- 演劇集団若人『夏の夜の夢』(2010年12月）
- ノスタルジア『DEAR FRIENDS』(2011年5月）
- ニッポン放送主催 RO-DOKU音戯草子 『真冬のお花見』(2011年5月）
- 絵空箱企画『ホナシ・カゼナシ・テンキヨシ』(2011年7月）
- Voice Collection『阪急電車』(2011年11月）
- ニッポン放送主催 RO-DOKU音戯草子 『月の輝く夜に』(2012年6月）
- Voice Collection『臨界家族』(2012年10月）
- 劇団ビタミン大使「ABC」『ヒポクリティカル・アイランド〜根人とガッジョと豚の狩人〜』(2012年11月）
- RO-DOKU 音戯草子2013『99のなみだ〜涙がこころを癒す〜』（2013年6月）
- 演劇ユニット　インスピッ！！『ホテルthe 寿』（2013年12月） *ヒロイン役
- RO-DOKU 音戯草子2014『青行燈のたくらみ／蒼月海晴』（2014年6月）
- K2WALK プロジェクト 『パプリカな夜に〜逃亡者の館〜』（2014年6月）
- 演劇ユニット　インスピッ！！『いのちの石』（2014年9月） *主演
- 東京カンカンブラザーズ『GOLD RAIN 〜金色の雨〜(東京下町編)』（2015年4月)
- RO-DOKU 音戯草子2015 『しっぽを摑まれた欲望／飯島早苗』（2015年6月）
- 創立40周年　女性合唱団シャンクール『ビエンナーレ・コンサート』 （2015年9月） *朗読ゲスト
- 演劇ユニット　インスピッ！！『うっちゃれ三行半！』（2015年9月）
- プレイユニットA→XYZ『結婚リセット法』（2016年1月）
- 演劇ユニット3LDK『カサブタかきむしれっ!』 （2016年3月） *主演
- unit CHEAPARTS 『僕が失ったもの』（2016年5月） *ヒロイン役
- いろえんぴつ『いろえんぴつ企画 Vol.2』 （2016年8月） *朗読ゲスト
- プレイユニットA→XYZ『Happy Money 〜不思議な銀行、日本上陸〜』（2017年2月）

### その他テレビ
- NHK『ITホワイトボックス』（再現ドラマ）
- JCN千葉『デイリー千葉』リポーター
- JCN葛飾『デイリーニュース内「店香逸品」リポーター』

### WEB
- 『オアシスナビ』リポーター

### ラジオ
- エフエムラジオ立川『サンセットストリート』月曜パーソナリティ（2011年〜2012年）
- アール・エフ・ラジオ日本『宮川賢のおはよう！スプーン 』リポーター（2012年）
- エフエム仙台番組内『丸井ラジオショッピング』（2014年）
- エフエムむさしの『ジョージLIFE』（2015年）

### インターネットラジオ
- 日栄洋祐と井上あかねのたいむりぃっすん！ 『踊って！ニーチェ！』（2010年上半期）
- 井上あかねと小堺翔太のたいむりぃっすん！ 『ほのぼの♪お茶のまんでぃ』（2010年下半期）
- 井上あかねと小堺翔太のたいむりぃっすん！ 『一攫千金！それいけオクマン！！』（2011年上半期）
- 井上あかねと鈴木沙弥香のたいむりぃっすん！ 『女子図鑑〜秘密のおはなし〜』（2011年下半期）
- 井上あかねと鈴木沙弥香と吉野紅伽のたいむりぃっすん！ 『美女研！』（2012年上半期）
- 井上あかねと酒田速人と吉野紅伽のたいむりっすん！『美女研！フルスロットル！』（2012年下半期）
- 酒田速人と井上あかねと近藤恵里子のたいむりぃすん『おじゃまち☆バトルアタック』（2013年下半期）

### CM・VP（Video Package）ナレーション
- 『明治・十勝フレッシュ』Na
- 『警視庁VP』
- 『住友スリーエム』
- 『アース製薬・殺虫剤ナウ』
- 『BIG』
- 『ライオン製菓・そのまんまレモン』
- 『AMWAY空気清浄器』
- 『自動車整備振興会』
- フジテレビ『高校入試』告知Na
- TBS『レジデント』告知Na
- CS放送『大前研一アワー』ボイスオーバー（吹き替え）